# Трантин, Василий Фомич
Василий Фомич Трантин (6 марта 1899, дер. Андреевка, ныне Селивановский район, Владимирская область — 26 января 1965, Киев) — советский военный деятель, Генерал-майор (21.05.1942).

## Начальная биография
Василий Фомич Трантин родился 6 марта 1899 года в дер. Андреевка ныне Селивановского района Владимирской области.

## Военная служба

### Гражданская война
В ноябре 1918 года был призван в ряды РККА, после чего принимал участие в боевых действиях на Южном фронте. В мае 1919 года красноармейцем был переведён в 298-й стрелковый полк (33-я стрелковая дивизия, 8-я армия), после чего принимал участие в боевых действиях в районах станиц Чертково, Кантемировка и города Павловск, а также в Воронежско-Касторненской операции.
В декабре 1919 года был назначен на должность младшего командира 68-го кавалерийского полка (12-я кавалерийская дивизия), после чего принимал участие в боевых действиях на Кубани, в районе Владикавказа, а с августа — против «Армии возрождения России» в районе Майкопа, в верховьях рек Кума и Подкумок, а также против Улагаевского десанта, а в декабре 1920 года принимал участие в боевых действиях по подавлению Таузского восстания в Закавказье.

### Межвоенное время
В августе 1921 года был направлен на учёбу на 2-к Кавказские кавалерийские курсы, дислоцированные в Тбилиси, после окончания которых в июне 1923 года был направлен в 27-й кавалерийский полк (5-я кавалерийская дивизия, Северокавказский военный округ), где служил на должностях младшего командира, командира взвода, помощника командира и командира кавалерийского эскадрона.
В 1925 году окончил курсы разведчиков при 1-й национальной кавалерийской школе, дислоцированные в Краснодаре, а после окончания кавалерийских курсов усовершенствования командного состава в Новочеркасске в сентябре 1929 года был назначен на должность командира эскадрона в составе 93-го кавалерийского полка (12-я кавалерийская дивизия), в январе 1930 года — на должность командира эскадрона в 75-м кавалерийском полку (5-я Кубанская кавалерийская бригада), а затем — на должность командира отдельного кавалерийского эскадрона (26-я стрелковая дивизия). С апреля 1935 года исполнял должность начальника полковой школы в составе 87-го кавалерийского полка (8-я кавалерийская дивизия).
С марта 1938 года служил в 26-й стрелковой дивизии на должностях командира отдельного разведбатальона и командира 78-го стрелкового полка. В феврале 1939 года был назначен на должность помощника командира 8-й кавалерийской дивизии (1-я Отдельная Краснознамённая армия).

### Великая Отечественная война
С началом войны находился на прежней должности.
В августе 1941 года был назначен на должность командира 87-й кавалерийской дивизии, формировавшейся в Барнауле (Сибирский военный округ). Дивизия под командованием Трантина с января 1942 года принимала участие в боевых действиях в ходе Любанской наступательной операции, когда была введена в прорыв на направлении главного удара в районе Мясной Бор по направлении на Любань, продвинувшись вглубь обороны противника на 70-75 км, однако вскоре вернулась на прежние рубежи обороны. В мае того же года дивизия была выведена из боевых действий для переформирования.
В июне Трантин был назначен на должность командира 13-го кавалерийского корпуса, который в июле был расформирован, а на его базе было начато переформирование погибшей 2-й ударной армии. В августе был назначен на должность заместителя командующего этой же армией, принимавшей участие в ходе в Синявинской наступательной операции. 
В декабре 1942 года был направлен на учёбу на ускоренный курс Высшей военной академии имени К. Е. Ворошилова, после окончания которого в июне 1943 года был назначен на должность командира 58-го стрелкового корпуса, дислоцировавшегося на территории Ирана.
В июне 1945 года был назначен на должность заместителя командующего 15-й армией (2-й Дальневосточный фронт), который вскоре принимал участие в боевых действиях в ходе Маньчжурской наступательной операции во время советско-японской войны, действуя на сунгарийском направлении.

### Послевоенная карьера
После окончания войны находился на прежней должности, а в ноябре 1945 года был назначен на должность коменданта Киева.
Генерал-майор Василий Фомич Трантин в ноябре 1954 года вышел в запас. Умер 26 января 1965 года в Киеве.

## Награды
- Орден Ленина;
- Три ордена Красного Знамени;
- Медали.